# Sportverein Neulengbach
Lo Sportsverein Neulengbach è una società calcistica femminile austriaca con sede a Neulengbach, cittadina del distretto di Sankt Pölten-Land, in Bassa Austria.

## Storia
La squadra, fondata nel 1996, disputa la sua prima stagione nel 1996/97, iscrivendosi al campionato di seconda serie, dove ottiene subito la promozione in 1. Frauen-Bundesliga, l'allora denominazione del livello di vertice del campionato austriaco femminile di calcio.
Nei primi cinque campionati di massimo livello disputati ottiene, nell'ordine, il quinto posto il primo anno, poi seguono un secondo, un terzo ed ancora due secondi posti.
A partire dalla stagione 2002/03 il Neulengbach ha monopolizzato il campionato austriaco, vincendo il titolo di campione nazionale 12 volte consecutive; questi risultati hanno permesso la partecipazione a molteplici edizioni della Champions League. Inoltre, sempre dalla stagione 2002/03, il club ha vinto 10 volte consecutive la coppa nazionale.

## Palmarès
- Campionato austriaco: 12

2002-2003, 2003-2004, 2004-2005, 2005-2006, 2006-2007, 2007-2008, 2008-2009, 2009-2010, 2010-2011, 2011-2012, 2012-2013, 2013-2014
- ÖFB-Ladies-Cup: 10

2002-2003, 2003-2004, 2004-2005, 2005-2006, 2006-2007, 2007-2008, 2008-2009, 2009-2010, 2010-2011, 2011-2012
- ÖFB-Ladies-Supercup: 2

2003, 2004

## Risultati nelle competizioni UEFA
| Stagione | Competizione     | Fase                         | Avversario           | Risultato | Risultato | Risultato |
| Stagione | Competizione     | Fase                         | Avversario           | andata    | ritorno   | aggregato |
| -------- | ---------------- | ---------------------------- | -------------------- | --------- | --------- | --------- |
| 2003-04  | UEFA Women's Cup | fase a gironi, primo turno   | PAOK Ledra           | 14-0      | 14-0      | 14-0      |
| 2003-04  | UEFA Women's Cup |                              | Žiar nad Hronom      | 6-3       | 6-3       | 6-3       |
| 2003-04  | UEFA Women's Cup |                              | Lombardini Skopje    | 7-0       | 7-0       | 7-0       |
| 2003-04  | UEFA Women's Cup | fase a gironi, secondo turno | Athletic Bilbao      | 0-2       | 0-2       | 0-2       |
| 2003-04  | UEFA Women's Cup |                              | 1. FFC Francoforte   | 1-7       | 1-7       | 1-7       |
| 2003-04  | UEFA Women's Cup |                              | 1º Dezembro          | 1-0       | 1-0       | 1-0       |
| 2004-05  | UEFA Women's Cup | fase a gironi, primo turno   | 1º Dezembro          | 3-1       | 3-1       | 3-1       |
| 2004-05  | UEFA Women's Cup |                              | Montpellier          | 0-7       | 0-7       | 0-7       |
| 2004-05  | UEFA Women's Cup |                              | Univ. College Dublin | 4-2       | 4-2       | 4-2       |
| 2005-06  | UEFA Women's Cup | fase a gironi, primo turno   | Univ. College Dublin | 5-1       | 5-1       | 5-1       |
| 2005-06  | UEFA Women's Cup |                              | Dinamo Maksimir      | 5-1       | 5-1       | 5-1       |
| 2005-06  | UEFA Women's Cup |                              | Bardolino            | 0-0       | 0-0       | 0-0       |
| 2005-06  | UEFA Women's Cup | fase a gironi, secondo turno | Turbine Potsdam      | 1-12      | 1-12      | 1-12      |
| 2005-06  | UEFA Women's Cup |                              | Montpellier          | 0-4       | 0-4       | 0-4       |
| 2005-06  | UEFA Women's Cup |                              | Saestum              | 3-4       | 3-4       | 3-4       |
| 2006-07  | UEFA Women's Cup | fase a gironi, primo turno   | Crusaders Strikers   | 5-1       | 5-1       | 5-1       |
| 2006-07  | UEFA Women's Cup |                              | Breiðablik           | 0-3       | 0-3       | 0-3       |
| 2006-07  | UEFA Women's Cup |                              | 1º Dezembro          | 3-0       | 3-0       | 3-0       |
| 2007-08  | UEFA Women's Cup | fase a gironi, primo turno   | Hibernian            | 4-3       | 4-3       | 4-3       |
| 2007-08  | UEFA Women's Cup |                              | Mayo                 | 3-0       | 3-0       | 3-0       |
| 2007-08  | UEFA Women's Cup |                              | Gol Czestochowa      | 8-1       | 8-1       | 8-1       |
| 2007-08  | UEFA Women's Cup | fase a gironi, secondo turno | Bardolino Verona     | 2-3       | 2-3       | 2-3       |
| 2007-08  | UEFA Women's Cup |                              | Arsenal              | 0-7       | 0-7       | 0-7       |
| 2007-08  | UEFA Women's Cup |                              | Alma-KTZ             | 3-0       | 3-0       | 3-0       |
| 2008-09  | UEFA Women's Cup | fase a gironi, primo turno   | Krka Novo Mesto      | 6-0       | 6-0       | 6-0       |
| 2008-09  | UEFA Women's Cup |                              | Vamos Idaliou        | 8-0       | 8-0       | 8-0       |
| 2008-09  | UEFA Women's Cup |                              | 1º Dezembro          | 4-0       | 4-0       | 4-0       |
| 2008-09  | UEFA Women's Cup | fase a gironi, secondo turno | Olympique Lione      | 0-8       | 0-8       | 0-8       |
| 2008-09  | UEFA Women's Cup |                              | Arsenal              | 0-6       | 0-6       | 0-6       |
| 2008-09  | UEFA Women's Cup |                              | Zurigo               | 5-3       | 5-3       | 5-3       |
| 2009-10  | Champions League | sedicesimi di finale         | Unia Racibórz        | 3-1       | 0-1       | 3-2       |
| 2009-10  | Champions League | ottavi di finale             | Torres               | 1-4       | 1-4       | 2-8       |
| 2010-11  | Champions League | sedicesimi di finale         | PAOK Salonicco       | 0-1       | 3-0       | 3-1       |
| 2010-11  | Champions League | ottavi di finale             | Turbine Potsdam      | 0-7       | 0-9       | 0-16      |
| 2011-12  | Champions League | sedicesimi di finale         | CSHVSM Kairat        | 1-2       | 5-0       | 6-2       |
| 2011-12  | Champions League | ottavi di finale             | LdB FC Malmö         | 1-3       | 0-1       | 1-4       |
| 2012-13  | Champions League | sedicesimi di finale         | Olimpia Cluj         | 1-1       | 2-2       | 3-3 (gfc) |
| 2013-14  | Champions League | sedicesimi di finale         | Apollōn Lemesou      | 2-1       | 1-1       | 3-2       |
| 2013-14  | Champions League | ottavi di finale             | Konak                | 3-0       | 3-0       | 6-0       |
| 2013-14  | Champions League | quarti di finale             | Tyresö               | 1-8       | 0-0       | 1-8       |
| 2014-15  | Champions League | sedicesimi di finale         | MTK Hungária         | 2-1       | 2-2 (dts) | 4-3       |
| 2014-15  | Champions League | ottavi di finale             | Wolfsburg            | 0-4       | 0-7       | 0-11      |

## Organico

### Rosa 2016-2017
Dati estratti dal sito societario, aggiornati al 22 ottobre 2016.
| N. |                    | Ruolo | Calciatrice                |
| -- | ------------------ | ----- | -------------------------- |
| 1  | Austria (bandiera) | P     | Melissa Abiral             |
| 4  | Austria (bandiera) | D     | Anna Egretzberger          |
| 5  | Austria (bandiera) | D     | Sarah Wronski (capitano)   |
| 6  | Austria (bandiera) | C     | Nicole Sauer               |
| 8  | Austria (bandiera) | C     | Katharina Aufhauser        |
| 9  | Austria (bandiera) | A     | Melissa Schmid             |
| 10 | Austria (bandiera) | D     | Yvonne Weilharter          |
| 11 | Austria (bandiera) | C     | Julia Hickelsberger-Füller |
| 13 | Ghana (bandiera)   | A     | Janet Owusu                |
| 14 | Austria (bandiera) | C     | Hannah Kunschert           |
| 15 | Austria (bandiera) | C     | Larissa Starkl             |
| 16 | Austria (bandiera) | C     | Katharina Meyer            |
| 17 | Austria (bandiera) | C     | Hannah Kunschert           |
| 18 | Austria (bandiera) | D     | Nicole Konrath             |
| 19 | Austria (bandiera) | A     | Maria Gstöttner            |

| N. |                     | Ruolo | Calciatrice              |
| -- | ------------------- | ----- | ------------------------ |
| 20 | Austria (bandiera)  | C     | Stefanie Kremener        |
| 21 | Austria (bandiera)  | P     | Katharina Lichtenberger  |
| 22 | Austria (bandiera)  | C     | Jennifer Klein           |
| 23 | Austria (bandiera)  | C     | Birgit Gumpenberger      |
| 24 | Austria (bandiera)  | C     | Chanel Strasser          |
| 25 | Austria (bandiera)  | D     | Teresa Kittinger         |
| 26 | Austria (bandiera)  | A     | Valentina Schwarzlmüller |
| 27 | Austria (bandiera)  | C     | Besijana Pireci          |
| 28 | Austria (bandiera)  | C     | Sandrine Sobotka         |
| 29 | Austria (bandiera)  | C     | Laura Wienroither        |
| 30 | Bulgaria (bandiera) | A     | Iliyana Bandeva          |
| 34 | Austria (bandiera)  | C     | Daniela Kittel           |
| -- | Austria (bandiera)  | D     | Sonja Hickelsberger      |
| -- | Austria (bandiera)  | D     | Kerstin Seiter           |